# T. Vijayaraghavan
Tirukkannapuram Vijayaraghavan, meist zitiert als T. Vijayaraghavan, (* 30. November 1902; † 20. April 1955) war ein indischer Mathematiker, der sich mit Analysis befasste.

## Leben
T. Vijayaraghavan kam aus einer Brahmanen-Familie und war Tamile. Sein Vater war ein bekannter Sanskrit-Gelehrter („Pandit“), und auch Vijayaraghavan war mit der Sanskrit und Tamil-Literatur vertraut (er führte nach André Weil stets eine Mahabharata in Tamil mit sich). Er war ein Schüler von K. Ananda Rau an der University of Madras. In den 1920er Jahren studierte er bei Godfrey Harold Hardy in Oxford, machte aber keinen formalen Abschluss (ebenso wenig wie in Madras). 1929 wurde er in Oxford bei Hardy promoviert (Properties of power series and continued fractions). Er konnte damals schon mehrere Veröffentlichungen vorweisen. Als André Weil 1930 bis 1932 an der Aligarh Muslim University war, holte er den gerade aus Oxford zurückgekehrten Vijayaraghavan als Assistenten. Weil hatte auf Vijayaraghavan einen großen Einfluss und befreundete sich mit ihm – Vijayaraghavan führte ihn auch in die Sanskrit-Literatur ein, die Weil schon in Paris begonnen hatte zu studieren. Ein weiterer Mathematiker, den Weil förderte, war D. D. Kosambi (1907–1966). 1931 verließ Vijayaraghavan die Aligarh Muslim University und ging an die Universität Dacca. Der Grund war, dass der Leiter der Universität insgeheim den gerade in Paris weilenden André Weil loswerden wollte und Vijayaraghavan dessen Posten anbot, was dieser aber ablehnte. Um Konflikte zu vermeiden, ging er 1931 an die Universität Dacca.
1949 wurde er Direktor des von Alagappa Chettiar damals neu gegründeten Ramanujan-Instituts in Madras. Ein weiterer bekannter Mathematiker am Institut war C. T. Rajagopal (1903–1978), der bei Vijayaraghavan promoviert hatte. Aufgrund fehlender Fördermittel konnten damals aber kaum internationale Kontakte am Institut aufgebaut werden, es förderte aber junge indische Mathematiker wie C. P. Ramanujam und Raghavan Narasimhan. Vijayaraghavan starb relativ jung (nach Weil nicht zuletzt aufgrund seines Übergewichts).
Er befasste sich zunächst wie Rau mit Themen der Hardy-Schule und speziell mit Borel-Summierbarkeit und bewies einige Sätze vom Tauber-Typ. Er widerlegte eine Vermutung von Émile Borel über das Wachstum der Lösungen nichtlinearer gewöhnlicher Differentialgleichungen, was ihm internationale Aufmerksamkeit und 1936 eine Einladung von George David Birkhoff als Gastredner der American Mathematical Society verschaffte. Weiter befasste er sich mit Diophantischen Approximationen, speziell der Verteilung des Nachkommateils von {\displaystyle \alpha \cdot {\beta }^{n}} für {\displaystyle n\to \infty } ({\displaystyle \alpha }, {\displaystyle \beta } feste reelle Zahlen). Das führte zur Einführung der Pisot-Zahlen, manchmal auch Pisot-Vijayaraghavan Zahlen genannt.
1934 wurde er Fellow der Indian Academy of Sciences.